# Dorota Przybyła
Dorota Przybyła (ur. 1969) – polska koszykarka, występująca na pozycji niskiej skrzydłowej, multimedalistka mistrzostw Polski.
W 1987 otrzymała nominację do kadry Polski.

## Osiągnięcia
- Mistrzyni Polski (1989–1991)[2]
- Wicemistrzyni Polski (1988)
- Zdobywczyni pucharu Polski (1990)